# 佐々木ひかり
佐々木 ひかり（ささき ひかり、1993年1月13日 - ）は、日本の女優である。京都府出身。横浜ベイ・ビーズ所属。

## 主な出演作品

### テレビドラマ
- 女王の教室（日本テレビ、2005年）- 刈谷孝子 役
- 演歌の女王（日本テレビ、2007年）- 貞子をいじめる 役

### 再現VTR
- おもいッきりテレビ（日本テレビ、1999年）再現VTR
- 峰竜太のホンの昼メシ前（日本テレビ、2001年）再現VTR

### その他テレビ
- 東京サイト（テレビ朝日、2003年）

### CM
- 花王 ワイドハイター CMソング

### 舞台
- キッチン オイル役

### CD
- LUNA SEA「LOVE SONG」（バックコーラス）

| スタブアイコン | サブスタブ | この項目は、まだ閲覧者の調べものの参照としては役立たない、俳優（男優・女優）に関連した書きかけの項目です。この項目を加筆・訂正などしてくださる協力者を求めています（P:映画/PJ芸能人）。 |